# Gletscher-Fingerkraut
Das Gletscher-Fingerkraut (Potentilla frigida) ist eine Pflanzenart aus der Gattung Fingerkräuter (Potentilla) innerhalb der Familie der Rosengewächse (Rosaceae).

## Beschreibung

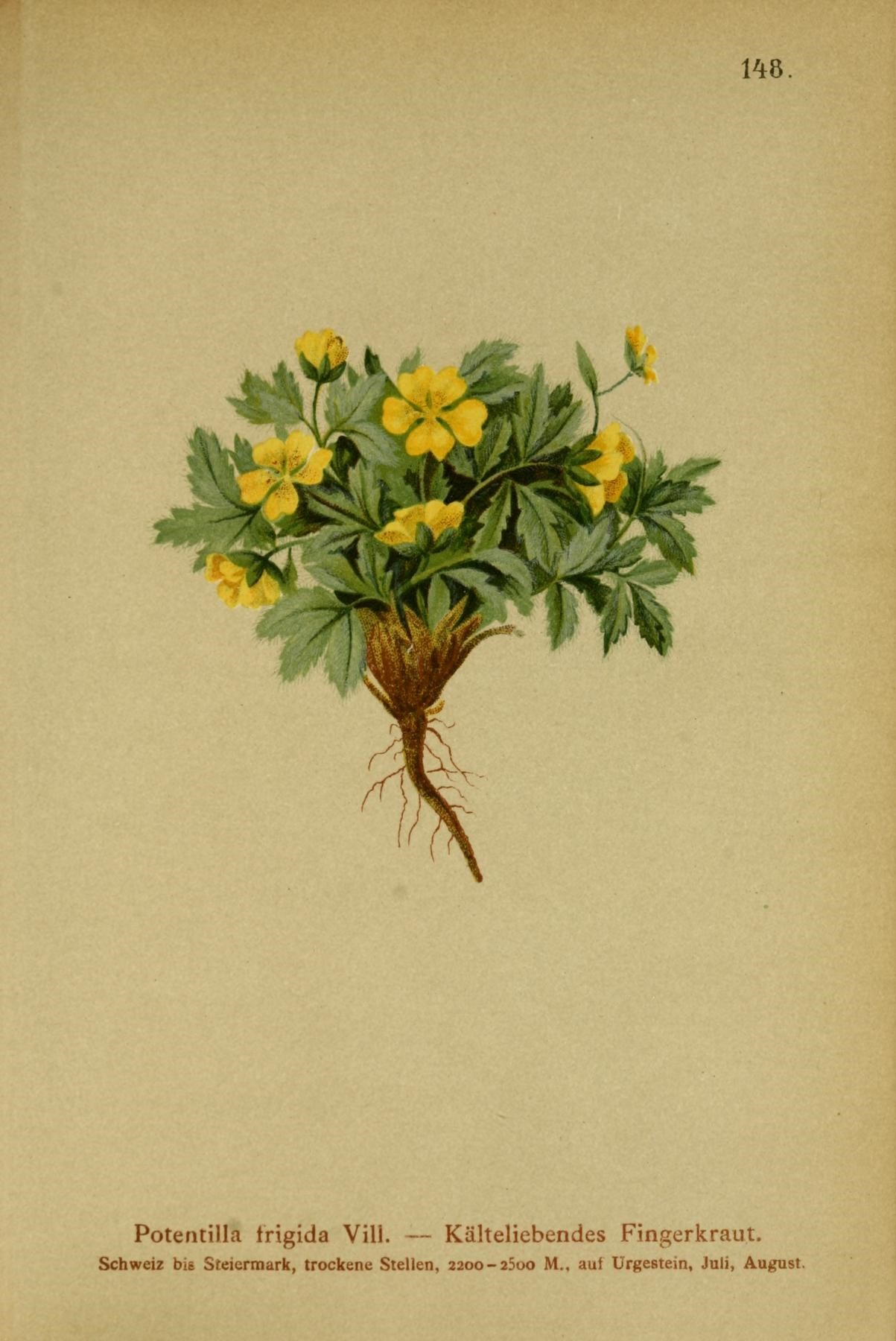
Illustration aus Atlas der Alpenflora

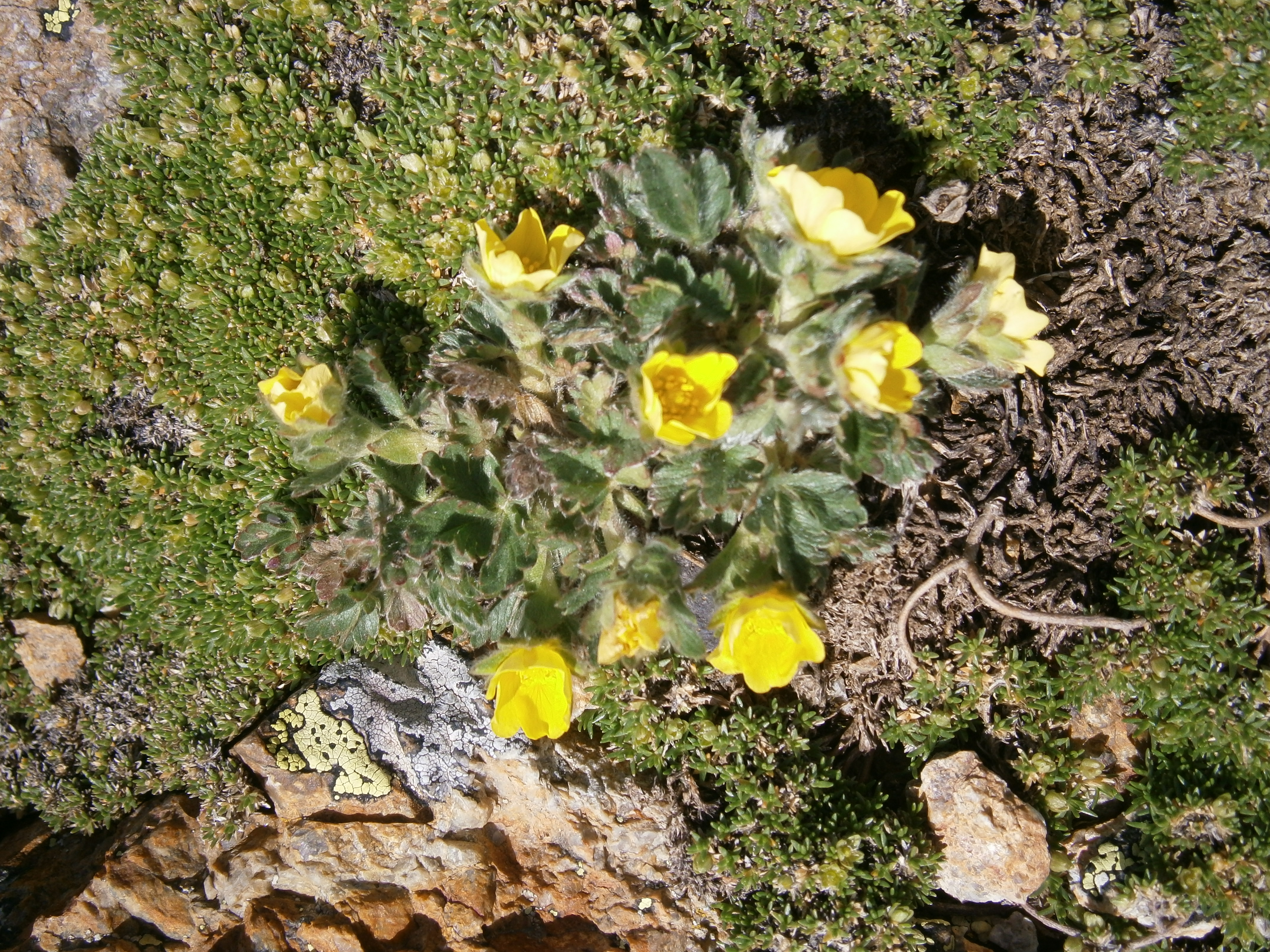
Habitus, Laubblätter und Blüten

### Vegetative Merkmale
Das Gletscher-Fingerkraut ist eine ausdauernde krautige Pflanze. Das Rhizom ist mit rotbraunen Blattresten bedeckt. Die oberirdischen Pflanzenteile sind graugrün und seidig glänzend. Zwischen den langen, leicht abstehenden und grauen Haaren sitzen gelbliche Drüsen. Der aufrechte oder aufsteigende Stängel ist 5 bis 10 Zentimeter hoch, ziemlich dick, ein- bis dreiblättrig. Die Grundblätter sind dreizählig und kurz oder lang gestielt. Die Nebenblätter sind häutig, breit und rotbraun. Das oberste Stängelblatt ist oft einfach.

### Generative Merkmale
Die Blütezeit reicht von Juli bis August. Je Stängel sind ein bis drei, selten bis fünf Blüten vorhanden. Die zwittrigen Blüten öffnen sich lediglich halb. Der Außenkelch ist oftmals deutlich kürzer als der Kelch. Die Kelchblätter ist ungefähr 5 Millimeter lang, oft rötlich überlaufen und zottig. Die Kronblätter sind meist kürzer als der Kelch und gelb gefärbt. Die 20 Staubfäden sind sehr kurz.
Die Chromosomenzahl beträgt 2n = 28.

## Ökologie
Das Gletscher-Fingerkraut ist ein Hemikryptophyt.

## Vorkommen
Das Gletscher-Fingerkraut kommt in den Pyrenäen und in den Alpen von Dauphiné bis in die Steiermark vor. In Deutschland fehlt das Gletscher-Fingerkraut. Das Gletscher-Fingerkraut gilt als nicht häufig.

## Standorte und Verbreitung in Mitteleuropa
In den nördlichen Kalkalpen fehlt es wohl überall; in den südlichen Ketten der Zentralalpen ist es selten; in den nördlichen Zentralalpen fehlt es gebietsweise und es kommt dort sehr selten vor; in den Südalpen findet man es nur auf kalkfreiem oder auf entkalktem Untergrund, auch hier ist es selten.
Das Gletscher-Fingerkraut braucht kalk- und nährstoffarmen, trockenen und steinigen Untergrund in alpinem Klima. Es wächst auf kalkarmen, trockenen Felshängen und Bergwiesen in Höhenlagen von über 2500 bis 3100 Metern.
Es besiedelt dort windausgesetzte Steilhänge und Grate, seltener trockene, lückig bewachsene und kurzrasige Felshänge und Bergwiesen. Es ist eine Charakterart der Ordnung Caricetalia curvulae.
Da Gletscher-Fingerkraut gedeiht besonders an Standorten, die im Winter schneefrei bleiben.